# Склянки

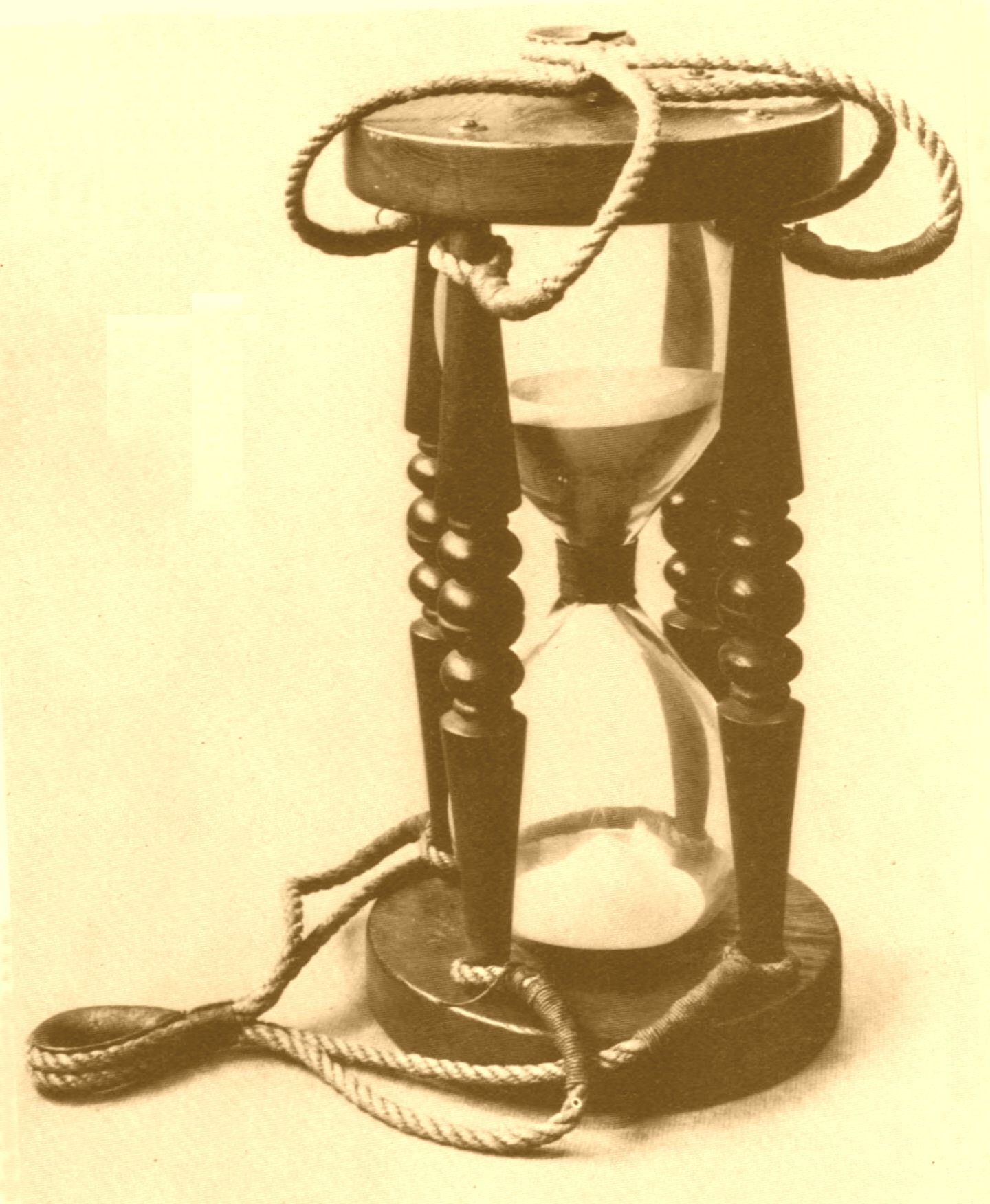
Склянка, морской измерительный прибор в виде песочных часов. Иллюстрация из The American Practical Navigator, 1859

Скля́нки (ед. ч. морск. жаргон. скля́нка, сткля́нка, от др.-рус. *стьклянъ, ср. рус. стекло) — морской термин, разговорное название песочных часов с получасовым ходом на парусном флоте; каждые полчаса часы переворачивал вахтенный матрос («часовой») и сопровождалось это сигналом корабельного колокола.
«Склянкой» на флоте называли также получасовой промежуток времени. Количество склянок показывает время, счёт их начинается с полудня. Восемь склянок обозначают четыре часа. Через каждые четыре часа на судне сменяется вахта и счёт склянок начинается снова.
Моряки парусного флота использовали их как мерило для отсчёта времени вахт и при измерении скорости судна ручным лагом.
«Бить склянку» значит отмечать ударами колокола каждые полчаса. Счёт времени начинали в 00 часов 30 минут — 1 удар (одна склянка), 2 удара (две склянки) — в 1 час 00 минут, 3 удара (три склянки) — в 1 час 30 минут и так до 8 склянок — в 4 часа. Затем начинали новый отсчёт от 1 до 8 склянок. Если моряк спрашивал: «Какая склянка?», — это означало, что его интересовало, какой получас пошёл с восьми склянок.

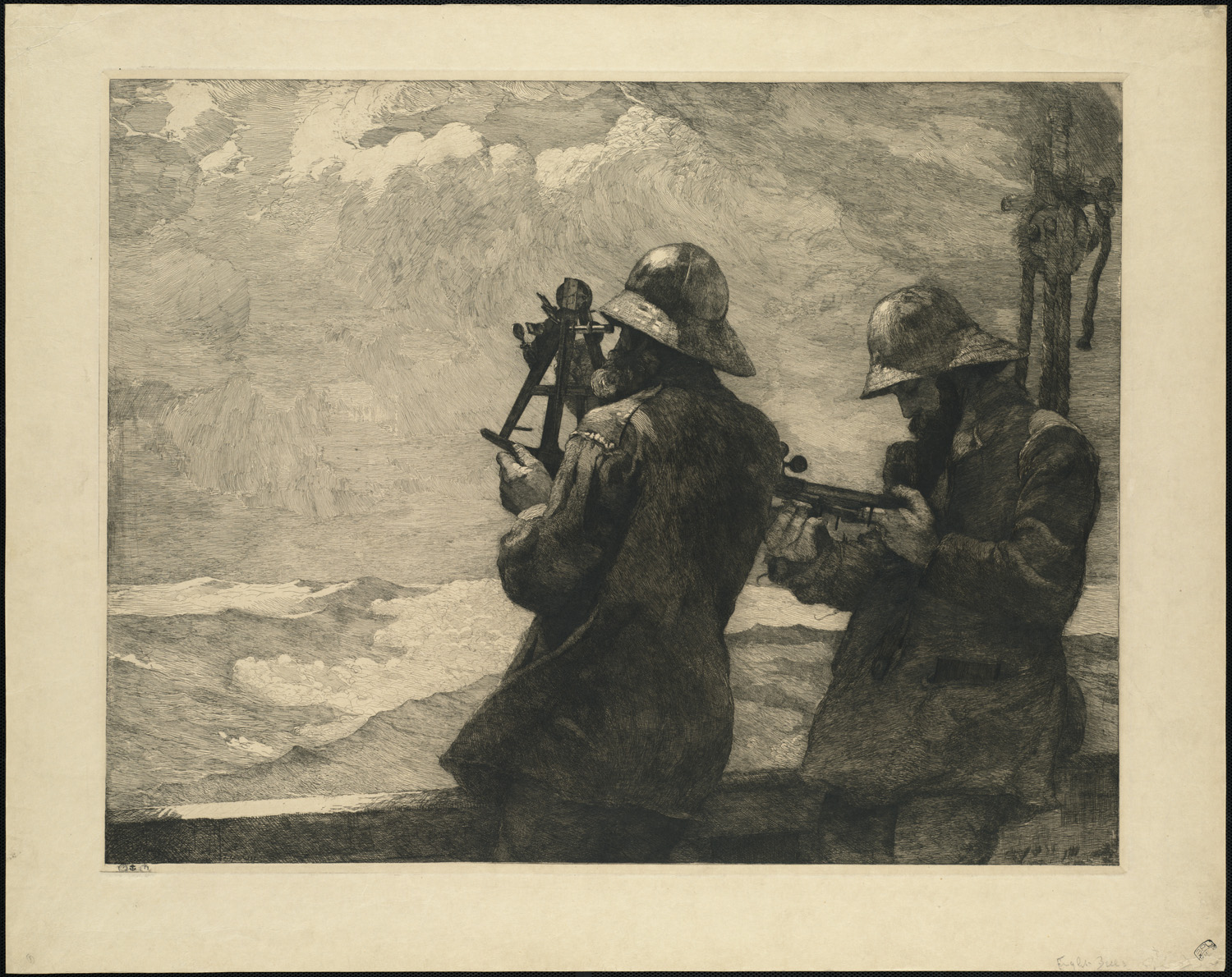
«Восемь склянок». Уинслоу Хомер, 1887. Уточнение штурманами счисления в полдень при помощи секстанта

На парусных кораблях у колокола стоял специальный часовой, в обязанности которого входило наблюдать за двумя склянками — получасовой и четырёхчасовой. Для точности показания времени песочные часы подвешивали в вертикальном положении. Когда в получасовой склянке песок пересыпался из одной половины в другую, часовой ударял в колокол и переворачивал её. Восемь склянок били, когда пересыпался весь песок в четырёхчасовой склянке. С того времени сохранилось выражение «сдать под склянку», что означает сдать что-либо под охрану часовому.
С начала XVIII столетия в полдень вместо восьми склянок, а иногда и после них, «били рынду», то есть звонили в колокол особым звоном — три коротких отрывистых удара, следовавших один за другим.

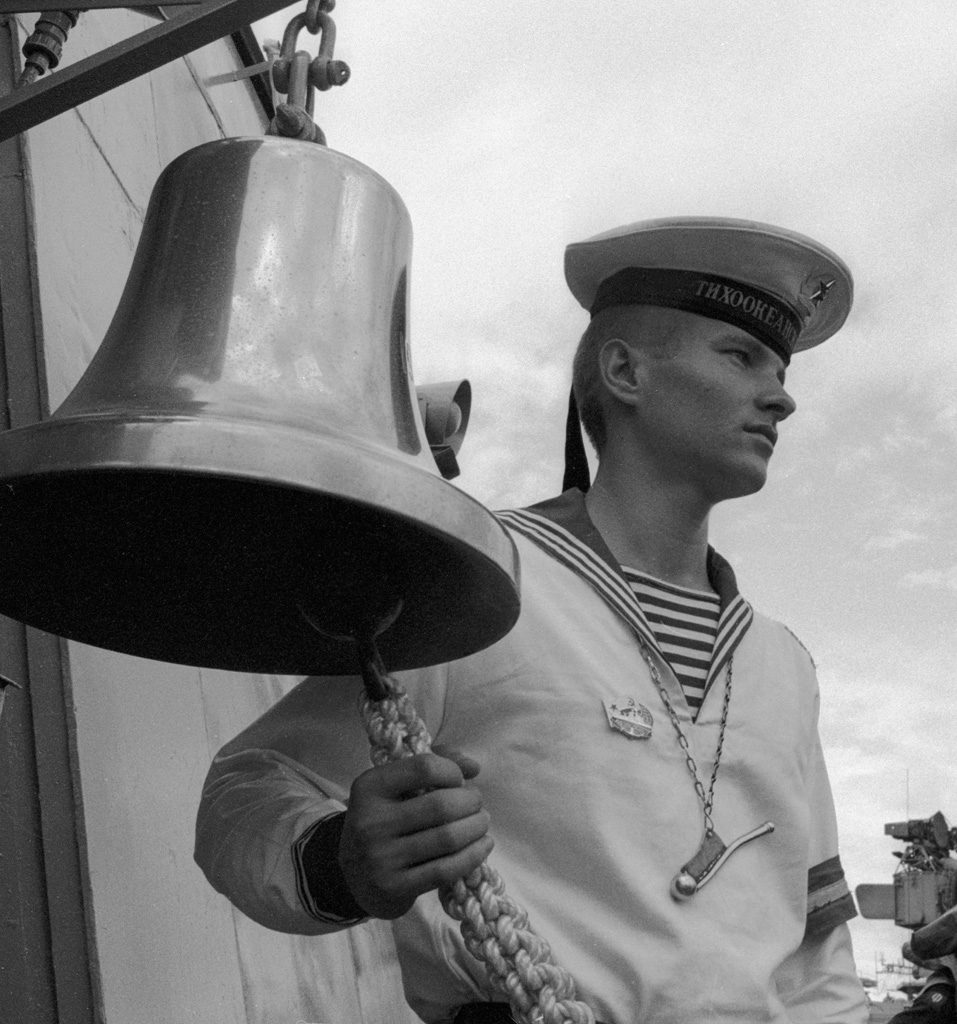
Вахтенный матрос отбивает склянки, Тихоокеанский флот, фото Александра Полякова

С петровских времён русские моряки стали применять так называемое «морское счисление», в котором сутки начинались с полудня предшествующего дня по гражданскому календарю. Морское счисление опережало гражданский календарь на 12 часов.
В настоящее время в соответствии с военно-морским уставом в ВМФ РФ и других флотах мира продолжает жить морская традиция «отбивания склянок».

Очень интересен обычай, связанный со склянками. Что значит «бить склянки»? В старину время в море учитывалось по песочным часам. Они и назывались «склянкой». На вахту к песочным часам ставили обычно юнгу. Всякий раз, когда проходило полчаса, он переворачивал склянку, ударял в судовой колокол, бежал на палубу и громко, крича: «Один час прошёл, в два поворота и больше пройдёт, если будет Господня воля, помолимся Богу дать нам хороший ход и Ей, Матери Божией, защитнице нашей, уберечь нас от откачивания воды помпами и других несчастий…» Вахта на носу повторяла то, что он сказал, и приказывала ему прочесть «Отче наш». Выражения «бить склянки», «восемь бить» употребляются на судах и поныне.
— В. В. Шигин, «Жизнь на палубе и на берегу», часть II, глава VIII «Традиции, обычаи, поверья»

## Художественная литература
- В романе шотландского писателя Роберта Стивенсона о приключениях, связанных с поиском сокровищ, спрятанных капитаном Флинтом на необитаемом острове, опубликованном в 1883 году, упомянут морской термин «склянка»:

…Обе шлюпки отчалили от «Испаньолы» около половины второго, или, выражаясь по-морскому, когда пробило три склянки.
Оригинальный текст (англ.)It was about half past one — three bells in the sea phrase — that the two boats went ashore from the Hispaniola.
— Роберт Стивенсон, «Остров сокровищ», глава 16 «Как был покинут корабль»

…А почему ты не спрашиваешь, в какие часы меня можно застать? Я принимаю с полудня до шести склянок.
Оригинальный текст (англ.)And when? says you, he added. Why, from about noon observation to about six bells.
— Роберт Стивенсон, «Остров сокровищ», глава 19 «Гарнизон в блокгаузе»
- В романе К. М. Станюкевича в 1897 году также упомянут морской термин «склянка»:

…До полуночи оставалась склянка (полчаса).
— К. М. Станюкевич, «В тропиках», том 2

…Сигнальщик сторожил эти минуты по минутной склянке песочных часов, и когда минута стала выходить, т. е. последний остаток песка высыпаться через узкое горлышко склянки из одной её части в другую, доложил вахтенному офицеру. ― Флаг и гюйс поднять! Ворочай!
— К. М. Станюкевич, «Вокруг света на Коршуне»

…Утро, по обыкновению, было прелестное. Только что пробило четыре склянки — десять часов.
— К. М. Станюкевич, «Вокруг света на Коршуне»